# Yevguenia Ródina
Yevguéniya Serguéyevna Ródina, también conocida como Evgeniya Rodina o Evgenia Rodina (en ruso: Евгения Сергеевна Родина) (Moscú, Unión Soviética, 4 de febrero de 1989), es una tenista rusa. Tiene como mejor ranking histórico, el puesto número 71 en el ranking de la WTA, logrado en diciembre de 2018.
Evgenia quedó embarazada y tuvo una hija en el 2012, lo que le hizo estar fuera del circuito por un tiempo. Volvió a las pistas en agosto del 2013.

## Título WTA (0; 0+0)

### Dobles (0)
| Leyenda                    |
| -------------------------- |
| Grand Slam (0)             |
| Juegos Olímpicos (0)       |
| WTA Tour Championships (0) |
| Premier Mandatory (0)      |
| Premier 5 (0)              |
| Premier (0)                |
| International (0)          |

#### Finalista (1)
| N.º | Fecha               | Torneos | Superficie    | Pareja      | Oponentes                     | Resultado        |
| --- | ------------------- | ------- | ------------- | ----------- | ----------------------------- | ---------------- |
| 1.  | 17 de julio de 2016 | Gstaad  | Tierra batida | Annika Beck | Lara Arruabarrena Xenia Knoll | 1-6, 6-3, [8-10] |

## Título WTA 125s (1; 1+0)
| Leyenda  | Individuales | Dobles |
| -------- | ------------ | ------ |
| WTA 125s | 1            | 0      |

### Individual (1)
| N.º | Fecha                   | Torneo | Superficie | Oponentes      | Resultado |
| --- | ----------------------- | ------ | ---------- | -------------- | --------- |
| 1.  | 20 de noviembre de 2016 | Taipéi | Carpet (i) | Chang Kai-chen | 6-4, 6-3  |